# Войцех Тицінський
Войцех Єжи Тицінський (нар. 1959 р. у Варшаві) – польський урядовець і дипломат у ранзі посла; Генеральний консул у Торонто (1994–1999), Единбурзі (2001–2005) та Ліоні (2009–2013). Надзвичайний і Повноважний Посол Республіки Польща в Північній Македонії (2018–2023).

## Біографія
У 1983 році закінчив політологію у Варшавському університеті та курс міжнародного права в Академії міжнародного права в Гаазі.
Після закінчення військової служби в 1985 році почав працювати в Інституті соціалістичних країн Польської академії наук, де займався історією післявоєнної Чехословаччини. У 1991 році почав працювати в Міністерстві закордонних справ. У 2001 році призначений державним службовцем. Його професійна діяльність була і пов’язана насамперед з відділом консульства та польської діаспори, в якому він обіймав посаду директора.
У першій половині 1990-х років брав участь у розробці договорів про двосторонню співпрацю з Україною, Литвою, Росією та Білоруссю. Тричі був генеральним консулом – у Торонто (1994–1999), Единбурзі (2001–2005) та Ліоні (2009–2013). З 27 вересня 2018 року — посол Польщі в Македонії  , а з 12 лютого 2019 року, у зв’язку зі зміною назви країни, — у Північній Македонії.
Одружений з Малгожатою. Має дочку Марту. Вільно володіє англійською та французькою мовами.